# 塞夫頓冰川
塞夫頓冰川（英語：Sefton Glacier）是南極洲的冰川，位於奧次地，全長18公里，在朗德爾峰注入伯德冰川，以電離層物理學家命名，現時由南極條約體系管理。